# Sorel-Moussel
Sorel-Moussel település Franciaországban, Eure-et-Loir megyében. Lakosainak száma 1782 fő (2022. január 1.). Sorel-Moussel Croth, Marcilly-sur-Eure, Abondant, Anet, Rouvres és Saussay községekkel határos.

## Népesség
A település népessége az elmúlt években az alábbi módon változott:
| Lakosok száma | 822  | 1011 | 1317 | 1810 | 1768 | 1798 | 1804 | 1761 | 1740 | 1782 |
|               | 1968 | 1982 | 1990 | 2006 | 2013 | 2015 | 2017 | 2019 | 2020 | 2022 |